# Amaranthus pumilus
Amaranthus pumilus,Raf., es una especie botánica perteneciente la familia Amaranthaceae. Esta planta anual es ahora una especie amenazada, a pesar de que fue generalizada a lo largo de la costa oriental de los Estados Unidos, su rango nativo.

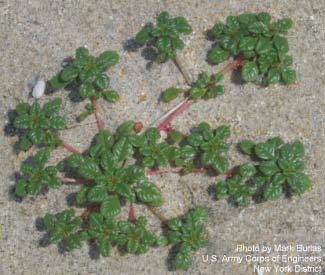
Planta en su hábitat

## Descripción
La planta se compone de muchos tallos bajos y postrados con hojas carnosas. Plantas más grandes, con cientos de tallos puede cubrir un área de aproximadamente un metro. Las flores son de color amarillo oscuro, pero muchas semillas se producen en julio. La larga viabilidad de estas semillas puede dar cuenta de la reaparición de Amaranthus pumilus en lugares donde anteriormente había desaparecido. 

## Hábitat
Esta planta se encuentra en las playas de arena. Que florece en la base de las dunas altas por encima de la marca de agua. A pesar de que esta planta se encuentra junto a otras plantas de la playa, es intolerante, de (Cakile edentula).

## Historia
Se distribuyó mucho desde Carolina del Sur a Massachusetts. Se identificó por primera vez en Nueva Jersey, pero ha desaparecido en ese estado desde 1913. Esta planta ha reaparecido en algunas zonas donde se fue extirpada por la pérdida de hábitat y actividades recreativas.

## Taxonomía
Amaranthus pumilus fue descrito por Constantine Samuel Rafinesque  y publicado en Medical Repository 5: 360. 1808.
Etimología
Amaranthus: nombre genérico que procede del griego amaranthos, que significa "flor que no se marchita".
pumilus: epíteto latino que significa "enano, pequeño".